# Slaget vid Sävar
Slaget vid Sävar utspelades den 19 augusti 1809. Det var det sista större slaget under finska kriget och brukar kallas för det sista slaget på svensk mark, även om slaget vid Piteå ägde rum några dagar senare. Slaget vid Sävar utkämpades mellan svenska och ryska styrkor under ledning av generalerna Gustaf Wachtmeister respektive Nikolaj Kamenskij vid orten Sävar i Västerbotten cirka arton kilometer nordost om Umeå. Det var ett av de blodigaste slagen under finska kriget, och det var ett avgörande slag. Dagen därpå utkämpades Träffningen vid Ratan, den sista större sammanstötningen under kriget.

## Förlopp
Dagen innan slaget, den 18 augusti 1809, landsattes i Ratan en svensk här som under ledning av general Gustaf Wachtmeister skulle återta Umeå, som ryssarna belägrade sedan juni. Landstigningen kallas Västerbottensexpeditionen. Expeditionen slog läger i byn Sävar efter en rysk vilseledningskampanj som fick svenskarna att tro att de inte kunde rycka fram.
Den ryska hären var på marsch söderut när Kamenskij fick underrättelse om den svenska landsättningen i Ratan. De ryska trupperna fick då order om att vända norrut. Några av de förband som sattes in i striderna vid Sävar hade då i ilmarsch tillryggalagt åttio kilometer på 36 timmar. 
Det första skottet avlossades från svenskt håll i Krutbrånet omkring halv sju på morgonen, när ryssarna upptäcktes. Svenskarna var i numerärt underläge, med ungefär 4 600 man mot 5 500 ryssar.
Omkring 600 ryska och 400 svenska soldater fick sätta livet till under striderna den 19 augusti 1809, med ännu fler sårade på båda sidor. General Wachtmeister bedömde efter åtta timmars strider att den svenska styrkan löpte risk att bli slagen. Han beordrade att falla tillbaka mot Djäkneboda.
Svenskarna drog sig tillbaka till Ratan där den svenska flottan låg, men redan nästa dag möttes arméerna igen i träffningen vid Ratan.

## Svenska förband i Sävar
1. brigaden (2.197 man) (Chef: C.J. Fleetwood) 
- Södermanlands reg:s I. och II. bataljon.
- Västmanlands reg:s I. bataljon
- Jönköpings reg.s I., II. och III. bataljon
- Jägarbataljon (sammansatt ur förbanden ovan)

2. brigaden (1.985 man) (Chef: Friherre Gr.R. Boije)
- Svea livgarde (en bataljon)
- Drottningens livreg:te (en bataljon)
- von Engelbrechtenska reg:tet (en bataljon)
- Kronobergs reg:s I. och II. bataljon

3. brigaden (2.348 man) (Chef: Greve G.C.F. Löwenhielm)
- Livgrenadjärregementets I., II. och III. bataljon
- Upplands reg:s I. och II. bataljon

Artilleriet:
- Svea artillerireg:te (259 man, 170 hästar) (Chef: Major J.C. Bökman)
  - 1. 6-pundiga kanonbatteriet (6 pj)
  - 4. 6-pundiga kanonbatteriet (6 pj)
  - 2. 8-pundiga haubitsbatteriet (4 pj)

Kavalleri:
- Livgardet till häst (en halvskvadron om 60 man, 59 hästar)[1]

## Ryska förband i Sävar

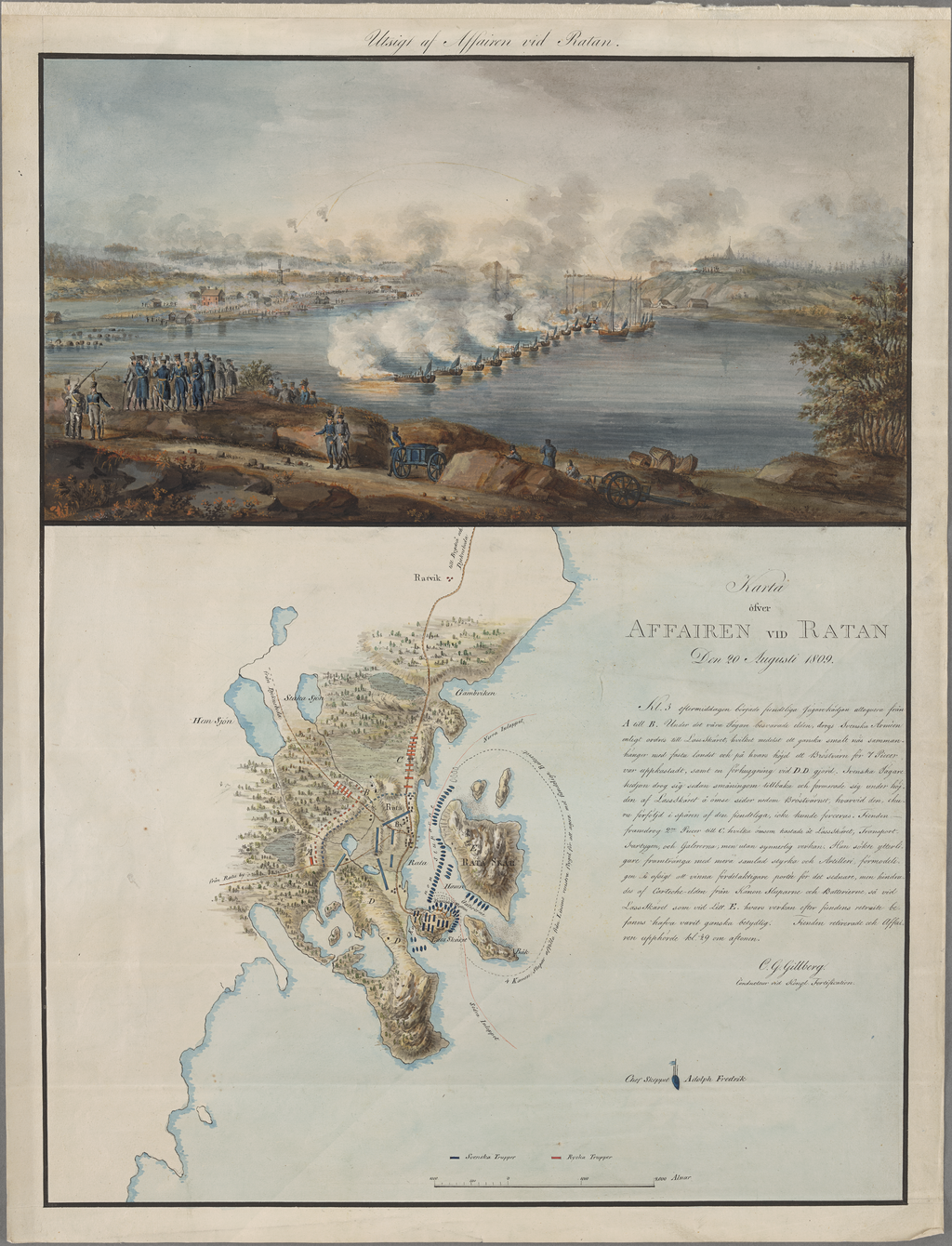
"Utsigt af affairen vid Ratan. Karta öfver affairen vid Ratan den 20 augusti 1809", Carl Gustaf Gillberg, 1809

Förtruppen (Chef: Överste Sabanjejev, Ivan Vasiljevitj)
- 3:e jägarregementet (Uppsatt 1797, nedlagt 1833)
- 23:e jägarregementet (utom 1 kompani) (Uppsatt 1805, nedlagt 1833)
- Sevska musketerarregementet 1 bataljon (Uppsatt 1763, nedlagt 1918)

Huvudstyrkan Generalmajor Ilja Ivanovitj Alexejev
1 Kolonnen (Chef generalmajor Pjotr Ivanovitj Jersjov)
- Tenginska musketerarregementet 1 bataljon (Uppsatt 1700, nedlagt 1918)
- Navaginska musketerarregementet 1 bataljon
- Revalska musketerarregementet 1 bataljon (Uppsatt 1775, nedlagt 1918)

2 Kolonnen (Chef generalmajor Semjon Stepanovitj Gotovstov)
- Azovska musketerarregementet (Uppsatt 1700, nedlagt 1918)
- Sevska musketerarregementet 1 bataljon

Reserven
- Permska musketerarregementet 1 bataljon (Uppsatt 1700, nedlagt 1833)
- Revalska musketerarregementet 1 bataljon
- Mogilevska musketerarregementet (Uppsatt 1805, nedlagt 1918)

Inget ryskt kavalleri deltog i slaget, osäkra uppgifter rörande det ryska artilleriet.

## Eftermäle
Ett monument till slaget och dom stupade restes 1874. På grund av inskriptionen, ”Fäderneslandet åt sina stupade söner”, har den kallats "kannibalmonumentet".

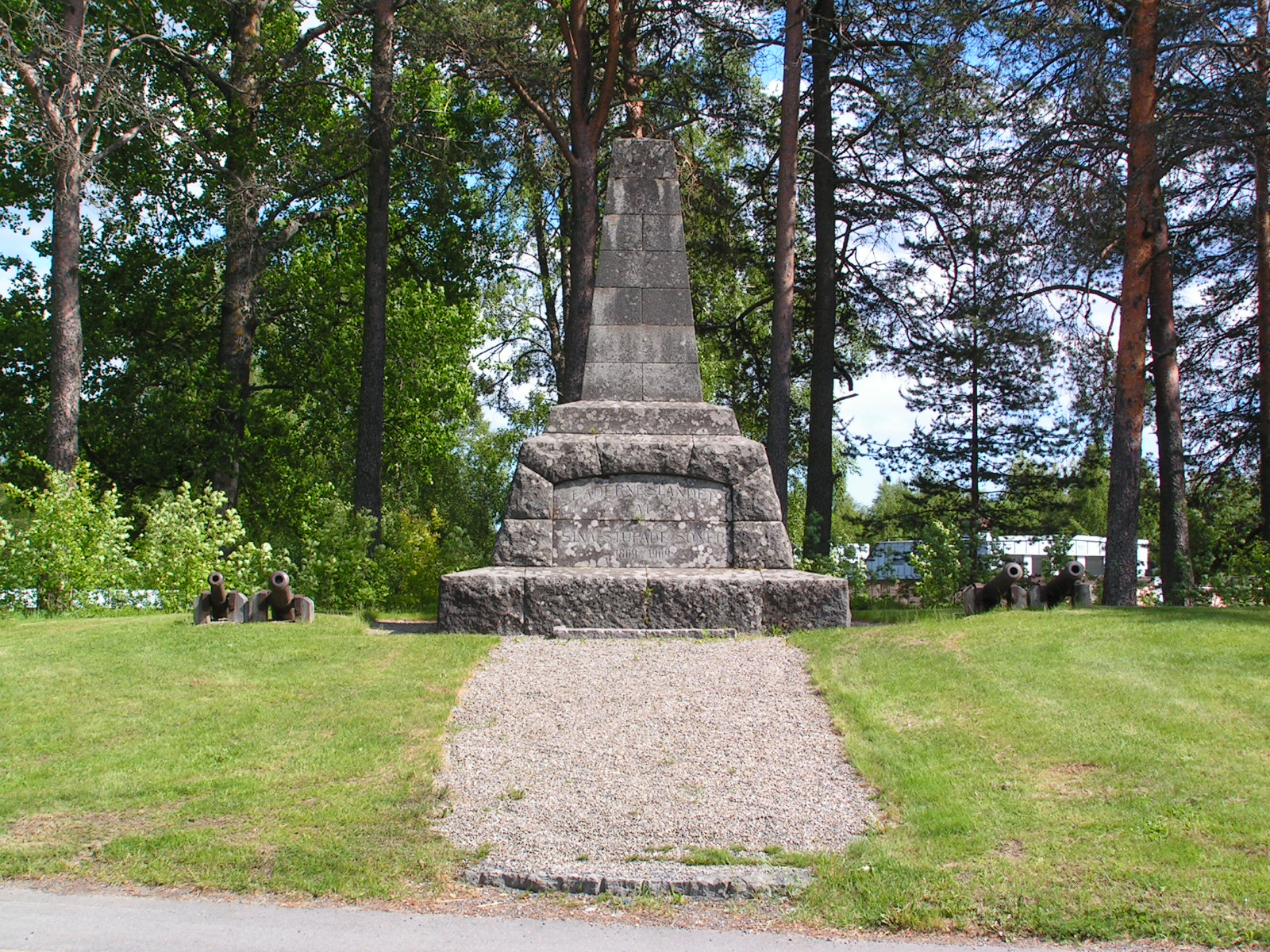
Monument över slaget i Sävar med inskriptionen ”Fäderneslandet åt sina stupade söner”

## Sävar II
Slaget vid Sävar återskapades av bland andra Föreningen Interaktiv Historia på 200-årsdagen den 19 augusti 2009.